# Petr Spilka
Petr Spilka (* 23. ledna 1952 Znojmo) byl tiskový mluvčí Jaderné elektrárny Dukovany, bývalý český politik, po sametové revoluci československý poslanec Sněmovny lidu Federálního shromáždění za Občanskou demokratickou stranu.

## Biografie
Pochází z jižní Moravy, ale jeho rodiče jsou původem z východních Čech. Vystudoval gymnázium, pak jadernou fyziku na ČVUT v Praze. Zde se seznámil s manželkou Blankou, s níž má dceru Terezii, syna Kryštofa, syna Jana, dceru Anežku, syna Benedikta a dceru Ludmilu. Pracoval v podniku Škoda Plzeň, pak v jaderné elektrárně Dukovany.
Ve volbách roku 1992 byl zvolen za ODS, respektive za koalici ODS-KDS, do Sněmovny lidu (volební obvod Jihomoravský kraj). Ve Federálním shromáždění setrval do zániku Československa v prosinci 1992.
V komunálních volbách roku 1994 byl za ODS zvolen do zastupitelstva města Třebíč. V roce 1994 byl vyloučen z ODS a v politice pak působil jako nezávislý. Od roku 1993 byl tiskovým mluvčím Jaderné elektrárny Dukovany. Mandát v třebíčském zastupitelstvu obhájil v komunálních volbách roku 1998, nyní jako bezpartijní. Profesně se uvádí jako tiskový mluvčí. V živnostenském rejstříku je evidován bytem Třebíč.